# Grand Prix automobile de France 1958
GP précédent GP suivant
Le Grand Prix de France 1958 (XLIVe Grand Prix de l'A.C.F.), disputé sur le circuit de Reims-Gueux le 6 juillet 1958, est la soixante-dixième épreuve du championnat du monde de Formule 1 courue depuis 1950 et la sixième manche du championnat 1958.

## Contexte avant le Grand Prix

### Le championnat du monde
Pour la saison 1958, les monoplaces de formule 1 ont dû être adaptées à la nouvelle réglementation, imposant l'usage du carburant de type 'Avgas' (carburant des avions à hélice), la perte de puissance étant d'une vingtaine de chevaux par rapport à l'utilisation d'un carburant libre. D'autre part, la réduction de la distance des épreuves (désormais de trois cents kilomètres contre cinq cents auparavant) a permis aux constructeurs de concevoir des voitures plus petites de par la taille des réservoirs. Bien qu'officiellement absent de la scène des Grands Prix, le constructeur italien Maserati a également développé une nouvelle version de sa 250F, plus courte et plus légère que la version 1957 ; c'est l'architecte américain Temple Buell qui a financé la construction de cette nouvelle voiture, surnommée piccolo, et le quintuple champion du monde Juan Manuel Fangio est sorti de sa semi-retraite sportive pour la faire débuter à Reims. Fangio ne courant plus qu'épisodiquement, c'est le Britannique Stirling Moss, vainqueur en Argentine et aux Pays-Bas, qui semble le mieux placé dans la conquête du titre mondial.

### Le circuit

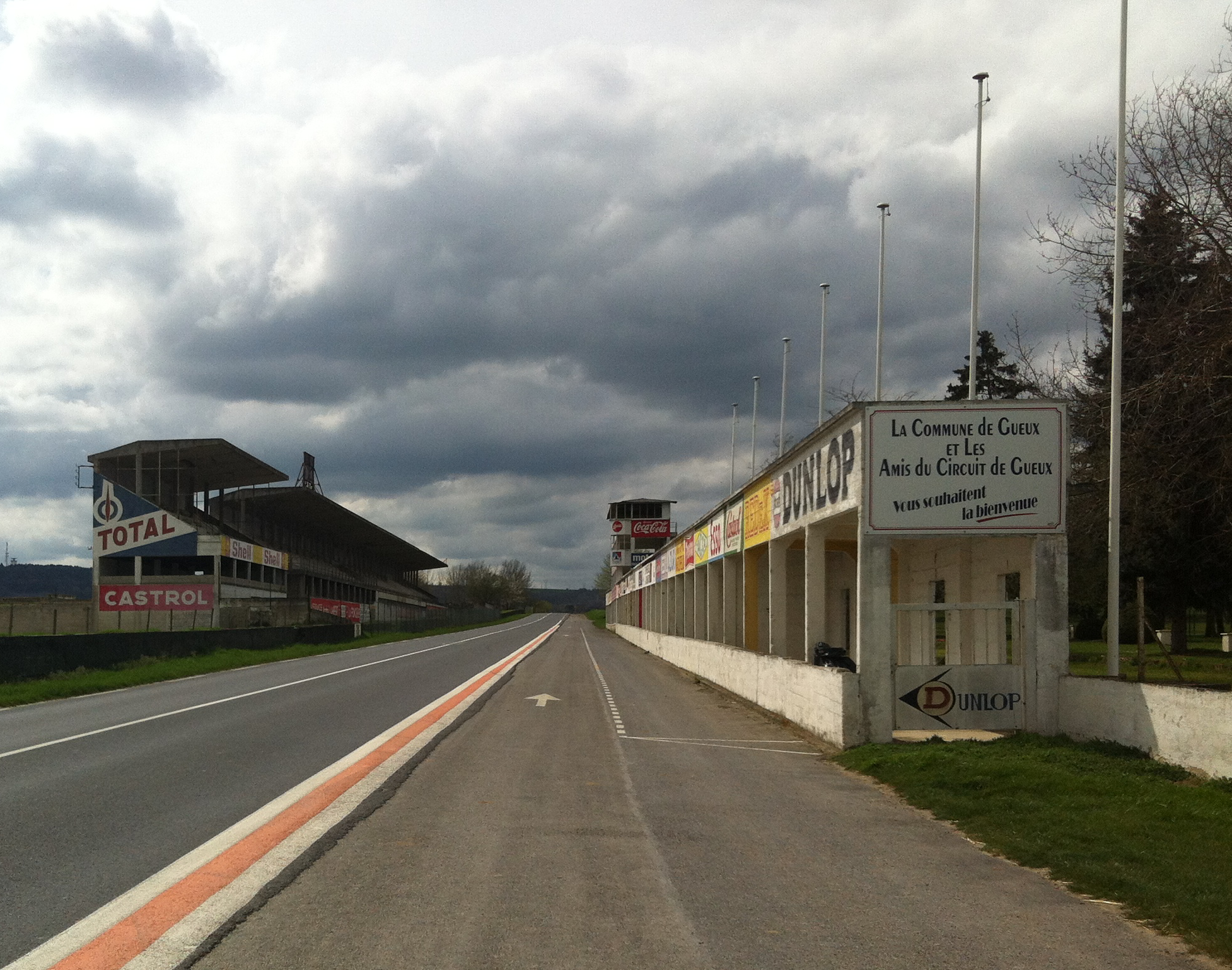
Les stands et la tribune principale du circuit de Reims-Gueux.

Depuis son inauguration en 1926, le circuit de Reims-Gueux est l'une des pistes les plus rapides d'Europe, son tracé triangulaire fait de longues lignes droites permettant d'atteindre es vitesses très élevées. Le record officiel de la piste est détenu par Juan Manuel Fangio, qui en 1956, au volant de sa Ferrari avait accompli un tour à près de 205 km/h lors du Grand Prix de France. L'année suivante, Fangio avait tourné à 209 km/h de moyenne lors des essais du Grand Prix de Reims, mais le record en course n'avait pas été amélioré. Organisé chaque premier week-end de juillet, le meeting de Reims accueille de nombreux spectateurs, l’épreuve de formule un étant précédée d'une course d'endurance de douze heures et d'une course de formule deux.

## Monoplaces en lice
- Ferrari Dino 246 "Usine"

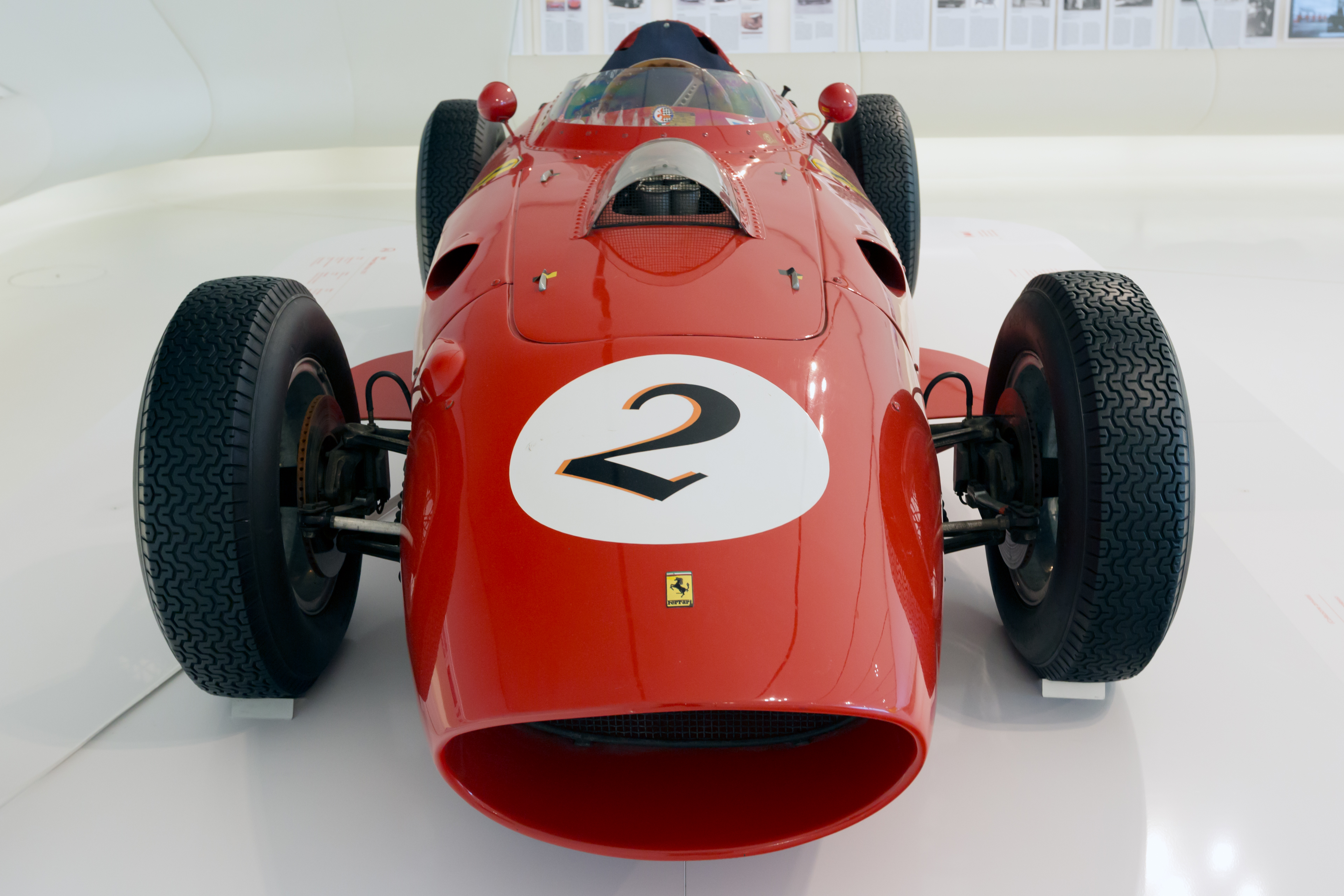
La Ferrari Dino 246, la plus puissante des F1 engagées.

Après les contre-performances du début de saison et les progrès entrevus lors du dernier Grand Prix de Belgique, la Scuderia Ferrari a énormément travaillé sur les suspensions des Dino 246 afin d'en parfaire la tenue de route. Grâce à leur moteur V6 de 2400 cm3 développant 290 chevaux à 8 500 tr/min, ces monoplaces d'à peine 650 kg sont les plus puissantes du plateau. La Scuderia a engagé quatre voitures, confiées à Mike Hawthorn, Luigi Musso, Wolfgang von Trips et Olivier Gendebien. Le Britannique Peter Collins semble être tombé en disgrâce après son récent abandon aux 24 Heures du Mans, l'équipe le tenant responsable de la défaillance de l'embrayage. Il est cantonné à l'épreuve de formule 2, qui sera disputée en lever de rideau du Grand Prix.
- Vanwall VW "Usine"

Après leurs deux succès consécutifs aux Pays-Bas et en Belgique, les Vanwall de Tony Vandervell sont indiscutablement les voitures à battre de cette première partie de saison. Pesant 630 kg, elles sont équipées d'un moteur quatre cylindres d'une puissance de 270 chevaux à 7 500 tr/min. Malgré leur moindre puissance, leur carrosserie très profilée autorise une vitesse de pointe égale à celle des Ferrari. Les Vanwall bénéficient en outre d'un système de freinage à disques, très endurant. L'équipe de pilotes est exclusivement britannique, Stirling Moss étant épaulé par Tony Brooks et Stuart Lewis-Evans.
- BRM P25 "Usine"

L'équipe de Bourne a engagé trois P25, confiées à Jean Behra, Harry Schell et Maurice Trintignant, ce dernier remplaçant Ron Flockhart, indisponible à la suite de son accident survenu lors des entraînements du Grand Prix de Rouen. Bien que relativement peu puissantes (250 chevaux), ces monoplaces s'avèrent performantes grâce à leur poids mesuré (550 kg) et leur agilité.
- Cooper T45 "Usine"

Jack Brabham et Roy Salvadori disposent de leurs habituelles Cooper T45 à moteur quatre cylindres Coventry Climax FPF (2200 cm3, 194 chevaux à 6250 tr/min), monté en position centrale arrière. Très agiles sur les circuits sinueux, ces petites monoplaces de 500 kg pèchent toutefois par leur faible vitesse de pointe sur les circuits rapides.
- Lotus 16 & 12 "Usine"

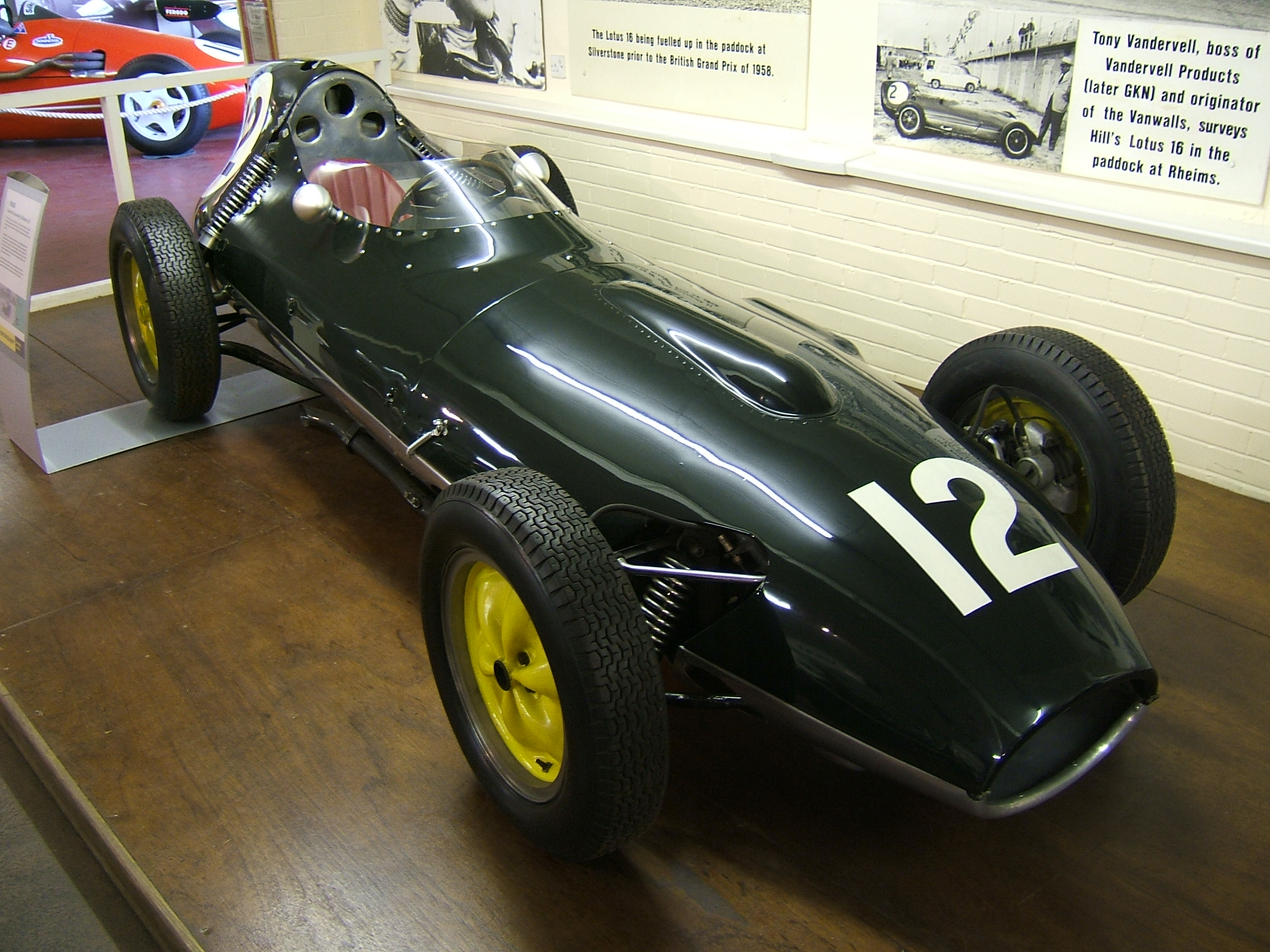
La Lotus 16 va effectuer sa première sortie à Reims.

La nouvelle Lotus 16 est la première vraie formule 1 produite par Colin Chapman, la 12 étant à l'origine une formule 2. C'est Graham Hill qui est chargé de la faire débuter à Reims, Cliff Allison disposant quant à lui de l'ancienne 'Type 12', le second châssis 'Type 16' étant aligné dans la course de F2. Les deux modèles pèsent environ 450 kg en ordre de marche et sont équipés d'un moteur Climax FPF identique à celui des Cooper (2200 cm3, 194 chevaux), mais monté à l'avant.
- Maserati 250F

Maserati est une nouvelle fois le constructeur le mieux représenté, avec sept monoplaces 250F présentes, toutes engagées à titre privé. Juan Manuel Fangio est le seul à disposer de la nouvelle version 'Piccolo', plus courte et nettement plus légère que les modèles de l'année précédente. Le moteur six cylindres (270 chevaux à 7 500 tr/min), avec taux de compression augmenté, est désormais mieux adapté à l'utilisation du carburant 'Avgas' ; la boîte de vitesses a été allégée et les freins (toujours à tambour) renforcés, tout comme les suspensions. Fangio fonde de gros espoirs sur cette 250F 'Piccolo', qui pèse environ 75 kg de moins que les versions 1957 dont six exemplaires sont présents à Reims : les trois de la Scuderia Centro Sud pour Carroll Shelby, Troy Ruttman et Gerino Gerini, deux appartenant à Joakim Bonnier qui fait débuter Phil Hill à ses côtés et enfin celui de Francisco Godia.

## Coureurs inscrits
| no | Pilote                          | Écurie                   | Constructeur | Modèle           | Moteur             | Pneumatiques |
| -- | ------------------------------- | ------------------------ | ------------ | ---------------- | ------------------ | ------------ |
| 2  | Luigi Musso                     | Scuderia Ferrari         | Ferrari      | Ferrari Dino 246 | Ferrari V6         | E            |
| 4  | Mike Hawthorn                   | Scuderia Ferrari         | Ferrari      | Ferrari Dino 246 | Ferrari V6         | E            |
| 6  | Wolfgang von Trips              | Scuderia Ferrari         | Ferrari      | Ferrari Dino 246 | Ferrari V6         | E            |
| 8  | Stirling Moss                   | Vandervell Products      | Vanwall      | Vanwall VW10     | Vanwall L4         | D            |
| 10 | Tony Brooks                     | Vandervell Products      | Vanwall      | Vanwall VW5      | Vanwall L4         | D            |
| 12 | Stuart Lewis-Evans              | Vandervell Products      | Vanwall      | Vanwall VW9      | Vanwall L4         | D            |
| 14 | Jean Behra                      | Owen Racing Organisation | BRM          | BRM P25          | BRM L4             | D            |
| 16 | Harry Schell                    | Owen Racing Organisation | BRM          | BRM P25          | BRM L4             | D            |
| 18 | Maurice Trintignant             | Owen Racing Organisation | BRM          | BRM P25          | BRM L4             | D            |
| 20 | Roy Salvadori                   | Cooper Car Company       | Cooper       | Cooper T45       | Coventry Climax L4 | D            |
| 22 | Jack Brabham                    | Cooper Car Company       | Cooper       | Cooper T45       | Coventry Climax L4 | D            |
| 24 | Graham Hill                     | Team Lotus               | Lotus        | Lotus 16         | Coventry Climax L4 | D            |
| 26 | Cliff Allison                   | Team Lotus               | Lotus        | Lotus 12         | Coventry Climax L4 | D            |
| 28 | Carroll Shelby                  | Scuderia Centro Sud      | Maserati     | Maserati 250F    | Maserati L6        | P            |
| 30 | Troy Ruttman                    | Scuderia Centro Sud      | Maserati     | Maserati 250F    | Maserati L6        | P            |
| 32 | Gerino Gerini                   | Scuderia Centro Sud      | Maserati     | Maserati 250F    | Maserati L6        | P            |
| 34 | Juan Manuel Fangio              | Privé                    | Maserati     | Maserati 250F    | Maserati L6        | P            |
| 36 | Phil Hill                       | Joakim Bonnier           | Maserati     | Maserati 250F    | Maserati L6        | P            |
| 38 | Joakim Bonnier                  | Privé                    | Maserati     | Maserati 250F    | Maserati L6        | P            |
| 40 | Francisco Godia                 | Privé                    | Maserati     | Maserati 250F    | Maserati L6        | P            |
| 42 | Olivier Gendebien Peter Collins | Scuderia Ferrari         | Ferrari      | Ferrari Dino 246 | Ferrari V6         | E            |

## Qualifications

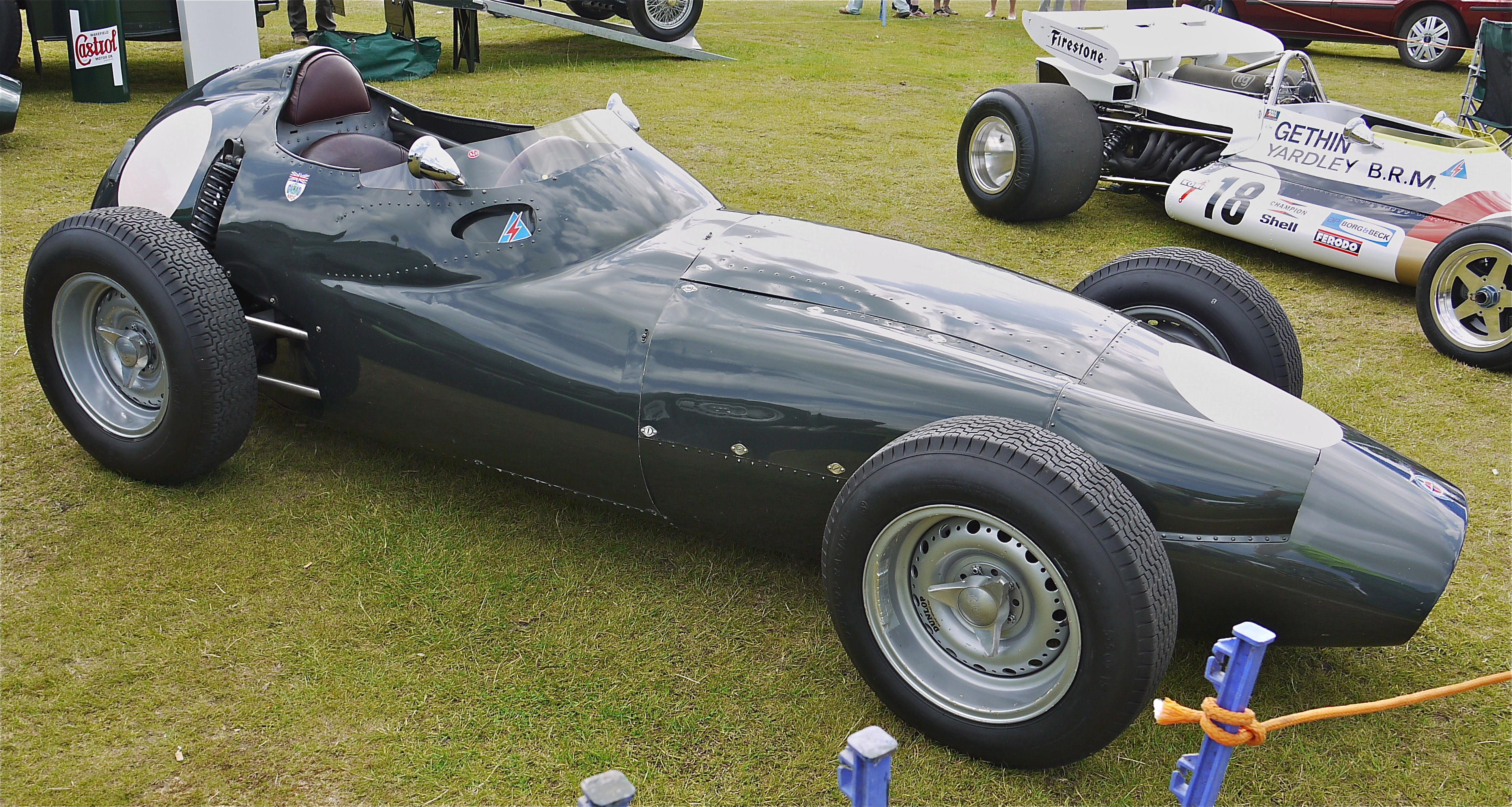
Aux mains de Harry Schell, la BRM P25 a été la plus rapide lors de la première journée d'essais.

Les essais qualificatifs sont organisés les mercredi, jeudi et vendredi précédant la course, chaque session se déroulant en fin d'après-midi. Le mercredi soir, Mike Hawthorn se montre d'emblée très à l'aise, les toutes dernières modifications apportées aux suspensions des Ferrari ayant corrigé les précédents problèmes de tenue de route ; il est le premier à franchir le seuil des 200 km/h de moyenne, s'attribuant les cent bouteilles de champagne offertes à cet effet. Il conclut sa séance par un temps de 2 min 23 s 9 (207,7 km/h), battant d'une seconde la performance réalisée par Juan Manuel Fangio et sa Maserati lors des essais du Grand Prix de Reims 1957. Dans les dernières minutes, Harry Schell, sur BRM, bat de près d'une seconde le temps de Hawthorn, tournant à la moyenne de 208,8 km/h, qui restera la meilleure performance de cette première journée, au cours de laquelle peu de concurrents ont pris la piste.
La participation est nettement plus importante le lendemain. La présence de Fangio et de la nouvelle Maserati constitue un des principaux pôles d’intérêt, mais la voiture semble manquer de puissance et le champion du monde doit se contenter du dixième chrono de la journée, en 3 min 25 s, à plus de deux secondes de son temps de qualification de l'année précédente ! Hawthorn domine cette séance et s'adjuge cent bouteilles de champagne supplémentaires en étant le premier au-delà de la barre des 210 km/h, concluant la journée avec un temps de 2 min 21 s 7 (210,9 km/h), devançant son coéquipier Luigi Musso de sept dixièmes de seconde. Si les Ferrari ont confirmé leur forme de la veille, les Vanwall ont un peu déçu, Stirling Moss étant deux secondes plus lent que la meilleure Ferrari.
Pour la session finale, le vendredi soir, la Scuderia Ferrari a modifié la composition de son équipe de pilotes : initialement mis sur la touche par le directeur sportif Romolo Tavoni après son abandon aux 24 Heures du Mans, Peter Collins se voit finalement attribuer la voiture de Wolfgang von Trips, au terme d'une explication sévère la veille, au cours de laquelle Hawthorn a pris la défense de son coéquipier et ami. Collins réalise une des meilleures performances de la journée, qui lui vaut une place à la corde de la seconde ligne de la grille de départ, au côté de la Vanwall de Tony Brooks et devant celle de Moss, qui n'a pas amélioré son temps de la veille. Après avoir essayé la Maserati de l'Espagnol Francisco Godia, Fangio a repris sa propre voiture et est parvenu à améliorer d'une seconde sa performance de la veille ; avec le huitième meilleur temps absolu, le champion du monde s'élancera à l'extérieur de la troisième ligne, une place inhabituelle pour lui. Personne n'a été en mesure d'approcher Hawthorn pour la conquête de la pole position, et le Britannique s'octroie ainsi cent bouteilles supplémentaires, soit un total de trois cents bouteilles pour son week-end champenois ! Il s'élancera donc à la corde de la première ligne, au côté de Musso et de Schell. Ayant cédé sa voiture à Collins, Trips a hérité de celle d'Olivier Gendebien ; cette voiture n'ayant pas tourné au cours des essais, le pilote allemand s'élancera en fond de grille.
| Pos. | Pilote                               | Écurie        | Temps        | Écart    | Note |
| ---- | ------------------------------------ | ------------- | ------------ | -------- | --- |
| 1    | Mike Hawthorn                        | Ferrari       | 2 min 21 s 7 |          | Temps réalisé le jeudi - nouveau record officieux de la piste                                                       |
| 2    | Luigi Musso                          | Ferrari       | 2 min 22 s 4 | + 0 s 7  | |
| 3    | Harry Schell                         | BRM           | 2 min 23 s 1 | + 1 s 4  | |
| 4    | Peter Collins                        | Ferrari       | 2 min 23 s 3 | + 1 s 6  | Temps réalisé le vendredi sur la voiture de Trips Trips avait réalisé un temps de 2 min 24 s 0 le jeudi, non retenu |
| 5    | Tony Brooks                          | Vanwall       | 2 min 23 s 4 | + 1 s 7  | |
| 6    | Stirling Moss                        | Vanwall       | 2 min 23 s 7 | + 2 s 0  | |
| 7    | Maurice Trintignant                  | BRM           | 2 min 23 s 7 | + 2 s 0  | |
| 8    | Juan Manuel Fangio                   | Maserati      | 2 min 24 s 0 | + 2 s 3  | |
| 9    | Jean Behra                           | BRM           | 2 min 24 s 2 | + 2 s 5  | |
| 10   | Stuart Lewis-Evans                   | Vanwall       | 2 min 25 s 3 | + 3 s 6  | |
| 11   | Juan Manuel Fangio                   | Maserati      | 2 min 27 s 1 | + 5 s 4  | Temps réalisé sur la Maserati de Godia (temps de Godia non retenu)                                                  |
| 12   | Jack Brabham                         | Cooper-Climax | 2 min 27 s 3 | + 5 s 6  | |
| 13   | Phil Hill                            | Maserati      | 2 min 29 s 5 | + 7 s 8  | |
| 14   | Roy Salvadori                        | Cooper-Climax | 2 min 30 s 0 | + 8 s 3  | |
| 15   | Gerino Gerini                        | Maserati      | 2 min 30 s 7 | + 9 s 0  | |
| 16   | Joakim Bonnier                       | Maserati      | 2 min 30 s 9 | + 9 s 2  | |
| 17   | Carroll Shelby                       | Maserati      | 2 min 32 s 0 | + 10 s 3 | |
| 18   | Troy Ruttman                         | Maserati      | 2 min 36 s 0 | + 14 s 3 | |
| 19   | Graham Hill                          | Lotus-Climax  | 2 min 40 s 9 | + 19 s 2 | |
| 20   | Cliff Allison                        | Lotus-Climax  | 2 min 49 s 7 | + 28 s 0 | |
| 21   | Olivier Gendebien Wolfgang von Trips | Ferrari       | pas de temps | -        | voiture initialement attribuée à Gendebien, non utilisée aux essais                                                 |

## Grille de départ du Grand Prix
| 1re ligne | Pos. 3                        |                                  | Pos. 2                       |                               | Pos. 1                        |
|           | Schell BRM 2 min 23 s 1       |                                  | Musso Ferrari 2 min 22 s 4   |                               | Hawthorn Ferrari 2 min 21 s 7 |
| 2e ligne  |                               | Pos. 5                           |                              | Pos. 4                        |                               |
|           |                               | Brooks Vanwall 2 min 23 s 4      |                              | Collins Ferrari 2 min 23 s 3  |                               |
| 3e ligne  | Pos. 8                        |                                  | Pos. 7                       |                               | Pos. 6                        |
|           | Fangio Maserati 2 min 24 s 0  |                                  | Trintignant BRM 2 min 23 s 7 |                               | Moss Vanwall 2 min 23 s 7     |
| 4e ligne  |                               | Pos. 10                          |                              | Pos. 9                        |                               |
|           |                               | Lewis-Evans Vanwall 2 min 25 s 3 |                              | Behra BRM 2 min 24 s 2        |                               |
| 5e ligne  | Pos. 13                       |                                  | Pos. 12                      |                               | Pos. 11                       |
|           | P. Hill Maserati 2 min 29 s 5 |                                  | Brabham Cooper 2 min 27 s 3  |                               | Godia Maserati 2 min 27 s 1   |
| 6e ligne  |                               | Pos. 15                          |                              | Pos. 14                       |                               |
|           |                               | Gerini Maserati 2 min 30 s 7     |                              | Salvadori Cooper 2 min 30 s 0 |                               |
| 7e ligne  | Pos. 18                       |                                  | Pos. 17                      |                               | Pos. 16                       |
|           | Ruttman Maserati 2 min 36 s 0 |                                  | Shelby Maserati 2 min 32 s 0 |                               | Bonnier Maserati 2 min 30 s 9 |
| 8e ligne  |                               | Pos. 20                          |                              | Pos. 19                       |                               |
|           |                               | Allison Lotus 2 min 49 s 7       |                              | G. Hill Lotus 2 min 40 s 9    |                               |
| 9e ligne  |                               |                                  | Pos. 21                      |                               |                               |
|           |                               |                                  | Trips Ferrari Pas de temps   |                               |                               |

- Le temps de qualification de la Maserati de Francisco Godia (11e sur la grille) a été réalisé par Juan Manuel Fangio.

## Déroulement de la course

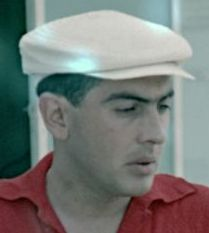
Luigi Musso, victime de sa trop grande fougue à Reims.

Le départ est donné le dimanche après-midi, aussitôt après l'arrivée de l'épreuve de formule 2 remportée par la Porsche de Jean Behra. Le temps est splendide et la piste sèche, toutefois maculée d'huile par endroits à cause des courses disputées sans interruption depuis la veille. Au baisser du drapeau, Harry Schell (sur BRM) est le plus prompt ; il passe devant les stands avec deux longueurs d'avance sur la Vanwall de Tony Brooks, alors que les deux Ferrari de Mike Hawthorn et Luigi Musso sont un peu en retrait, devant le reste de la meute. Derrière, certains concurrents n'hésitent pas à emprunter la piste de décélération pour déborder leurs adversaires, mais aucune sanction ne sera appliquée par les organisateurs. Hawthorn contre-attaque rapidement : après quelques centaines de mètres il déborde Brooks et talonne Schell, qu'il passe au virage de Muizon, abordant la longue ligne droite en tête. Il passe légèrement détaché à la fin du premier tour, suivi de Schell, Musso, des deux Vanwall de Stirling Moss et Tony Brooks et de la Maserati de Juan Manuel Fangio, qui doit effectuer les changements de vitesse à l'oreille, sa pédale d'embrayage ayant cassé peu après le départ. Au cours du second tour, Musso dépasse Brooks tandis que Collins déborde successivement Fangio, Brooks, Moss et Schell ; trois Ferrari occupent les trois premières places ! Brooks les talonne, précédant le groupe très compact formé par Fangio, Behra, Schell et Moss qui échangent continuellement leurs positions. Au quatrième tour, Collins s'approprie le record du tour à plus de 205 km/h de moyenne et se rapproche de ses coéquipiers. Mais aussitôt après, à l'approche du virage de Muizon, il ne parvient pas à freiner, une petite prise d'air de l'habitacle s'étant détachée et coinçant sa pédale de freins ! Le pilote britannique parvient à provoquer un tête-à-queue en rétrogradant brutalement et à immobiliser sa voiture sans rien toucher ; le temps de dégager la pièce et de manœuvrer pour repartir, il a chuté en onzième position. Énervé par cet incident qui a ruiné son beau début de course, il ne va pas manquer d'afficher son mécontentement envers son équipe, balançant la pièce à ses mécaniciens en repassant à pleine vitesse devant son stand ! Hawthorn compte alors deux secondes d'avance sur Musso, écart que le pilote italien, malgré ses efforts, ne parvient pas à combler. Brooks, maintenant troisième, ne semble pas en mesure d'inquiéter les Ferrari, et se voit bientôt rejoint par le petit peloton emmené par Fangio. Après neuf tours, les Ferrari de tête ont déjà rejoint les derniers. Musso, qui tient absolument à ne pas perdre le contact avec Hawthorn, déborde une des Maserati attardées dans la courbe suivant la ligne droite des stands, à l'attaque du dixième tour. Il ne peut prendre la trajectoire idéale dans cette courbe abordée à près de 250 km/h, heurte la bordure droite et perd le contrôle de sa monoplace, qui sort violemment de la piste et décolle en prenant appui sur l'accotement, retombant après un saut de près de dix mètres de haut ; éjecté, très sévèrement touché, Musso est immédiatement transporté par hélicoptère à l'hôpital de Reims, mais son état est désespéré et le pilote italien succombe peu après à ses blessures.
Hawthorn a suivi dans ses rétroviseurs l’accident de son coéquipier mais ignore tout de son sort. Il compte alors environ douze secondes d'avance sur le groupe de ses poursuivants, emmené par Brooks, Moss et Fangio, en bataille serrée. Des problèmes de boîte de vitesses apparaissent sur la Vanwall de Brooks, qui se fait déborder par Moss, Fangio et Behra avant de s'arrêter à son stand à la fin du douzième tour. Il en repartira bon dernier pour abandonner quatre boucles plus tard. La deuxième place est maintenant âprement disputée entre Fangio et Moss, dont la Vanwall est nettement plus rapide en pointe. Ils sont bientôt rattrapés par Behra, et durant près de dix tours la lutte pour la deuxième place va être intense entre ces trois pilotes, avant que la pédale d'embrayage de Fangio ne casse, le contraignant à un arrêt au stand à la fin du vingt-quatrième tour. La réparation n'est pas possible mais le chef mécanicien de Maserati, Guerino Bertocchi, insiste pour que le champion argentin reprenne la piste et change les vitesses à l'oreille. Fangio repart en septième position, ayant perdu toute chance de podium. Hawthorn compte alors trente secondes d'avance sur Behra et Moss, toujours roues dans roues. Parti en fond de grille sur sa Ferrari, Wolfgang von Trips a effectué une belle remontée jusqu'à la quatrième place, devançant Schell et Collins. Derrière l'inaccessible Ferrari de tête, le duel pour la seconde place va durer jusqu'au quarantième tour, au cours duquel Behra ralentit soudainement, la pompe à essence de sa BRM ne fonctionnant plus correctement. Le pilote français se fait successivement déborder par Trips, Collins et Fangio, avant de s'arrêter définitivement, tout comme son coéquipier Schell qui abandonne pour la même raison. Avec vingt-cinq secondes d'avance sur Moss à dix boucles de l'arrivée, Hawthorn a course gagnée, mais conserve un rythme très soutenu ; il boucle son quarante-cinquième tour à plus de 206 km/h de moyenne, établissant un nouveau record de la piste. Il passe la ligne d'arrivée en conservant vingt-cinq secondes d'avance sur Moss et près d'une minute sur son coéquipier Trips, après avoir mené de bout en bout. Collins, tombé en panne d'essence dans son dernier tour, a dû pousser sa Ferrari pour terminer et a perdu la quatrième place au profit de Fangio, qui, bien que privé d'embrayage avant la mi-course, a réussi l'exploit de terminer dans les points.

### Classements intermédiaires
Classements intermédiaires des monoplaces aux premier, deuxième, troisième, cinquième, dixième, quinzième, vingtième, vingt-cinquième, trentième et quarantième tours.

### Classement de la course

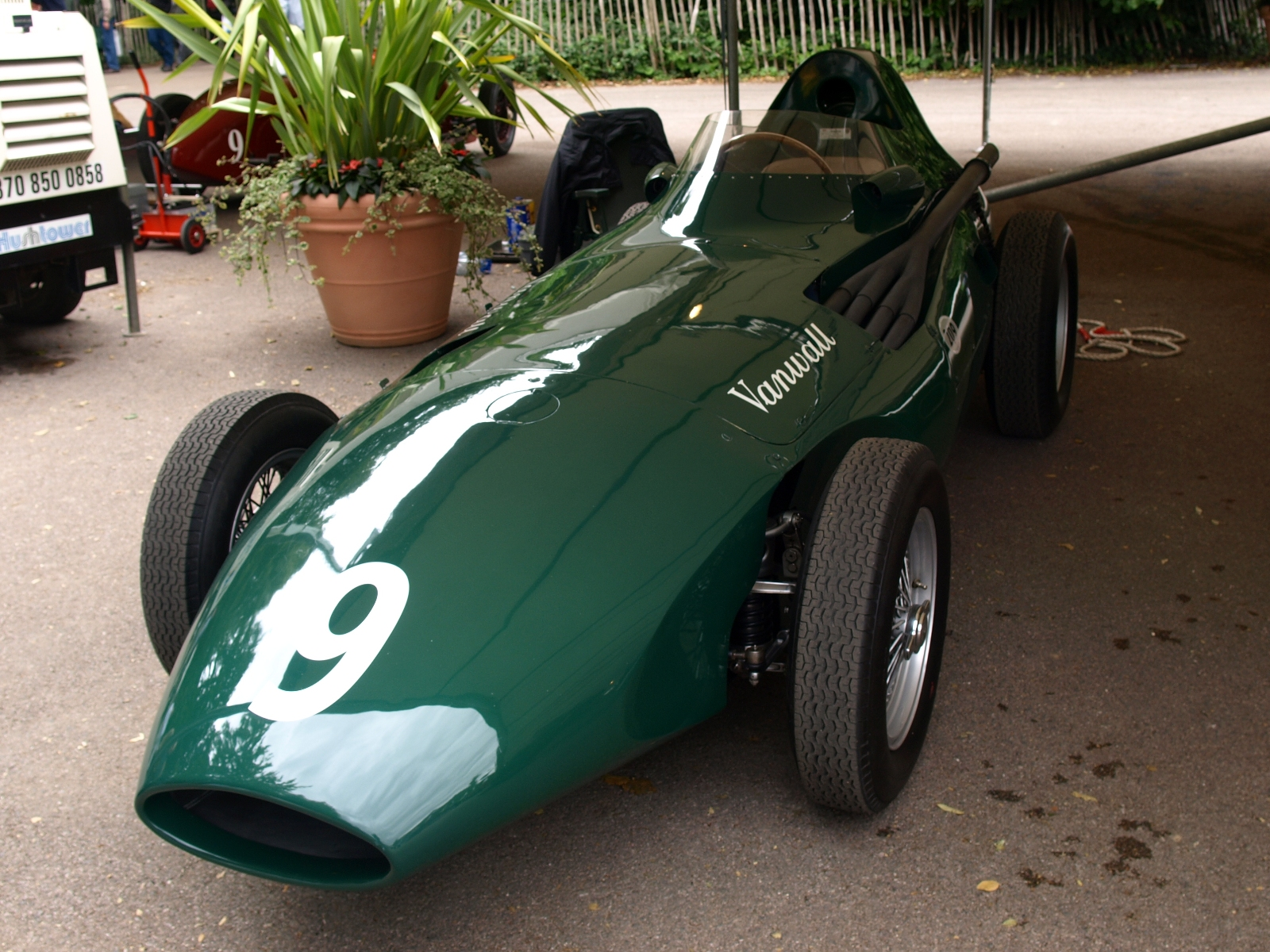
Après deux succès consécutifs, aux Pays-Bas et en Belgique, résultat mitigé pour Vanwall avec la seconde place de Stirling Moss, nettement dominé par la Ferrari de Hawthorn.

| Pos  | No | Pilote                         | Écurie        | Tours | Temps             | Grille | Points |
| ---- | -- | ------------------------------ | ------------- | ----- | ----------------- | ------ | ------ |
| 1    | 4  | Mike Hawthorn                  | Ferrari       | 50    | 2 h 03 min 21 s 3 | 1      | 9      |
| 2    | 8  | Stirling Moss                  | Vanwall       | 50    | + 24 s 6          | 6      | 6      |
| 3    | 6  | Wolfgang von Trips             | Ferrari       | 50    | + 59 s 7          | 21     | 4      |
| 4    | 34 | Juan Manuel Fangio             | Maserati      | 50    | + 2 min 30 s 6    | 8      | 3      |
| 5    | 42 | Peter Collins                  | Ferrari       | 50    | + 5 min 24 s 9    | 4      | 2      |
| 6    | 22 | Jack Brabham                   | Cooper-Climax | 49    | + 1 tour          | 12     |        |
| 7    | 36 | Phil Hill                      | Maserati      | 49    | + 1 tour          | 13     |        |
| 8    | 38 | Jo Bonnier                     | Maserati      | 48    | + 2 tours         | 16     |        |
| 9    | 32 | Gerino Gerini                  | Maserati      | 47    | + 3 tours         | 15     |        |
| 10   | 30 | Troy Ruttman                   | Maserati      | 45    | + 5 tours         | 18     |        |
| 11   | 20 | Roy Salvadori                  | Cooper-Climax | 37    | + 13 tours        | 14     |        |
| Abd. | 16 | Harry Schell                   | BRM           | 41    | Surchauffe moteur | 3      |        |
| Abd. | 14 | Jean Behra                     | BRM           | 41    | Pompe à essence   | 9      |        |
| Abd. | 12 | Stuart Lewis-Evans Tony Brooks | Vanwall       | 35    | Moteur            | 10     |        |
| Abd. | 24 | Graham Hill                    | Lotus-Climax  | 33    | Surchauffe moteur | 19     |        |
| Abd. | 40 | Francisco Godia                | Maserati      | 28    | Accident          | 11     |        |
| Abd. | 18 | Maurice Trintignant            | BRM           | 23    | Pompe à essence   | 7      |        |
| Abd. | 10 | Tony Brooks                    | Vanwall       | 16    | Moteur            | 5      |        |
| Abd. | 2  | Luigi Musso                    | Ferrari       | 9     | Accident mortel   | 2      |        |
| Abd. | 28 | Carroll Shelby                 | Maserati      | 9     | Moteur            | 17     |        |
| Abd. | 26 | Cliff Allison                  | Lotus-Climax  | 6     | Moteur            | 20     |        |

### Pole position et record du tour
- Pole position :  Mike Hawthorn en 2 min 21 s 7 (vitesse moyenne : 210,919 km/h). Temps réalisé lors de la séance d'essais du jeudi 3 juillet[8].
- Meilleur tour en course :  Mike Hawthorn en 2 min 24 s 9 au quarante-cinquième tour (vitesse moyenne : 206,261 km/h).

### Tours en tête
- Mike Hawthorn : 50 tours (1-50)

## Classement général à l'issue de la course

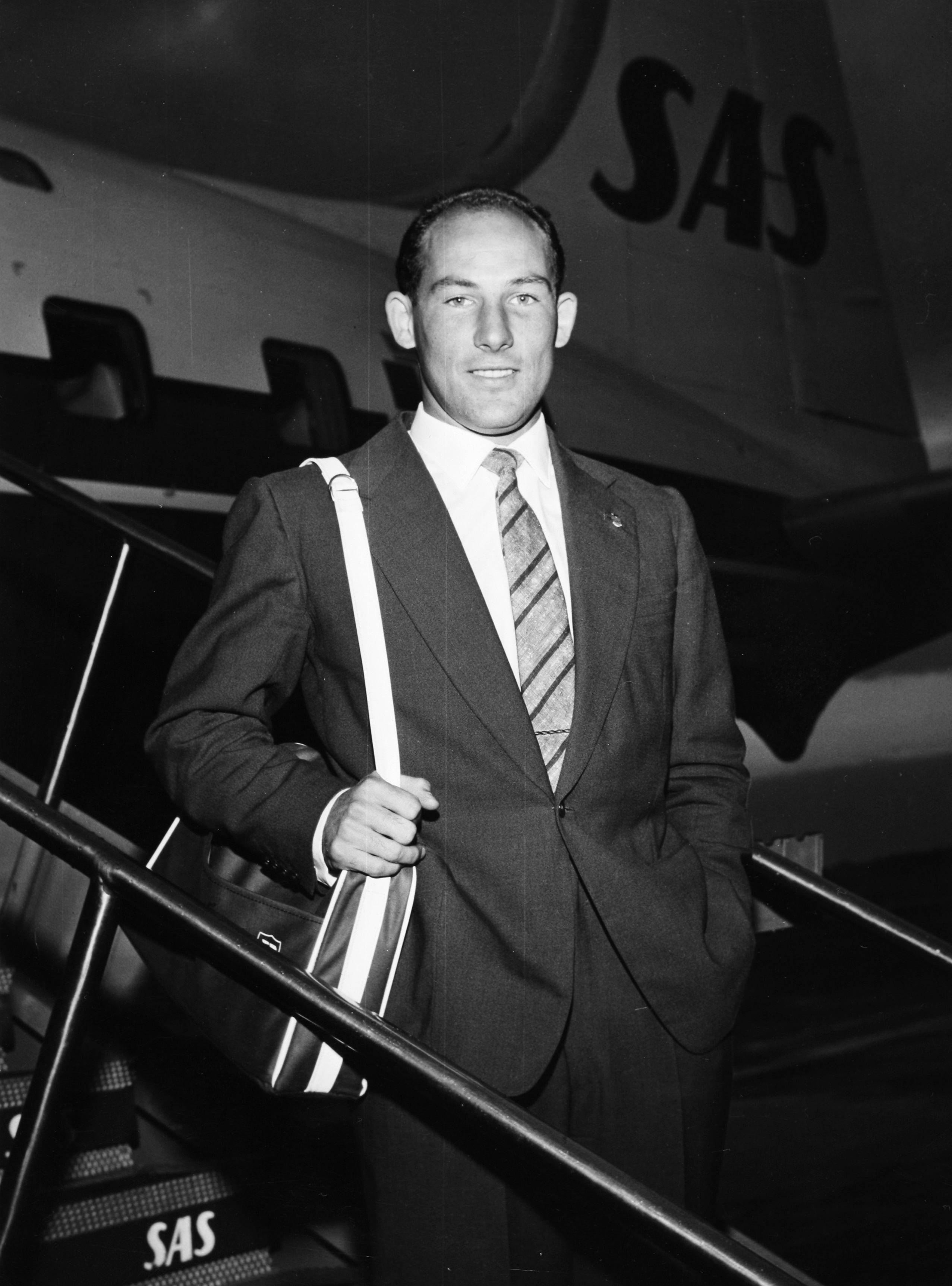
Dauphin de Juan Manuel Fangio de 1955 à 1957, Stirling Moss (vu ici en 1958) a dominé le début de saison. Une erreur en Belgique et la compétitivité retrouvée des Ferrari ont toutefois permis à Mike Hawthorn, étincelant à Reims, de rattraper son rival dans la course au titre mondial.

- Attribution des points : 8, 6, 4, 3, 2 respectivement aux cinq premiers de chaque épreuve et 1 point supplémentaire pour le pilote ayant accompli le meilleur tour en course (signalé par un astérisque).
- Pour la coupe des constructeurs, même barème mais seule la voiture la mieux classée de chaque équipe inscrit des points. Le point du meilleur tour en course n'est pas comptabilisé. Les 500 miles d'Indianapolis ne sont pas pris en compte pour cette coupe, la course n'étant pas ouverte aux monoplaces de formule 1[11].
- Le règlement permet aux pilotes de se relayer sur une même voiture, les points éventuellement acquis étant alors perdus pour pilotes et constructeur[8].

| Pos. | Pilote              | Écurie           | Points | ARG | MON | NL | 500 | BEL | FRA | GBR | ALL | POR | ITA | MAR |
| ---- | ------------------- | ---------------- | ------ | --- | --- | -- | --- | --- | --- | --- | --- | --- | --- | --- |
| 1    | Stirling Moss       | Cooper & Vanwall | 23     | 8   | -   | 9* | -   | -   | 6   |     |     |     |     |     |
|      | Mike Hawthorn       | Ferrari          | 23     | 4   | 1*  | 2  | -   | 7*  | 9*  |     |     |     |     |     |
| 3    | Luigi Musso         | Ferrari          | 12     | 6   | 6   | -  | -   | -   | -   |     |     |     |     |     |
| 4    | Harry Schell        | BRM              | 10     | -   | 2   | 6  | -   | 2   | -   |     |     |     |     |     |
| 5    | Maurice Trintignant | Cooper           | 8      | -   | 8   | -  | -   | -   | -   |     |     |     |     |     |
|      | Jimmy Bryan         | Epperly          | 8      | -   | -   | -  | 8   | -   | -   |     |     |     |     |     |
|      | Tony Brooks         | Cooper           | 8      | -   | -   | -  | -   | 8   | -   |     |     |     |     |     |
| 8    | Juan Manuel Fangio  | Maserati         | 7      | 4*  | -   | -  | -   | -   | 3   |     |     |     |     |     |
| 9    | George Amick        | Epperly          | 6      | -   | -   | -  | 6   | -   | -   |     |     |     |     |     |
|      | Jean Behra          | Maserati & BRM   | 6      | 2   | -   | 4  | -   | -   | -   |     |     |     |     |     |
|      | Peter Collins       | Ferrari          | 6      | -   | 4   | -  | -   | -   | 2   |     |     |     |     |     |
| 12   | Johnny Boyd         | Kurtis Kraft     | 4      | -   | -   | -  | 4   | -   | -   |     |     |     |     |     |
|      | Stuart Lewis-Evans  | Vanwall          | 4      | -   | -   | -  | -   | 4   | -   |     |     |     |     |     |
|      | Wolfgang von Trips  | Ferrari          | 4      | -   | -   | -  | -   | -   | 4   |     |     |     |     |     |
|      | Tony Bettenhausen   | Epperly          | 4      | -   | -   | -  | 4*  | -   | -   |     |     |     |     |     |
| 16   | Jack Brabham        | Cooper           | 3      | -   | 3   | -  | -   | -   | -   |     |     |     |     |     |
|      | Roy Salvadori       | Cooper           | 3      | -   | -   | 3  | -   | -   | -   |     |     |     |     |     |
|      | Cliff Allison       | Lotus            | 3      | -   | -   | -  | -   | 3   | -   |     |     |     |     |     |
| 19   | Jim Rathmann        | Epperly          | 2      | -   | -   | -  | 2   | -   | -   |     |     |     |     |     |

| Pos. | Écurie        | Points | ARG | MON | NL | 500 | BEL | FRA | GBR | ALL | POR | ITA | MAR |
| ---- | ------------- | ------ | --- | --- | -- | --- | --- | --- | --- | --- | --- | --- | --- |
| 1    | Ferrari       | 28     | 6   | 6   | 2  | -   | 6   | 8   |     |     |     |     |     |
| 2    | Vanwall       | 22     | -   | -   | 8  | -   | 8   | 6   |     |     |     |     |     |
| 3    | Cooper-Climax | 19     | 8   | 8   | 3  | -   | -   | -   |     |     |     |     |     |
| 4    | BRM           | 10     | -   | 2   | 6  | -   | 2   | -   |     |     |     |     |     |
| 5    | Maserati      | 6      | 3   | -   | -  | -   | -   | 3   |     |     |     |     |     |
| 6    | Lotus-Climax  | 3      | -   | -   | -  | -   | 3   | -   |     |     |     |     |     |

## À noter

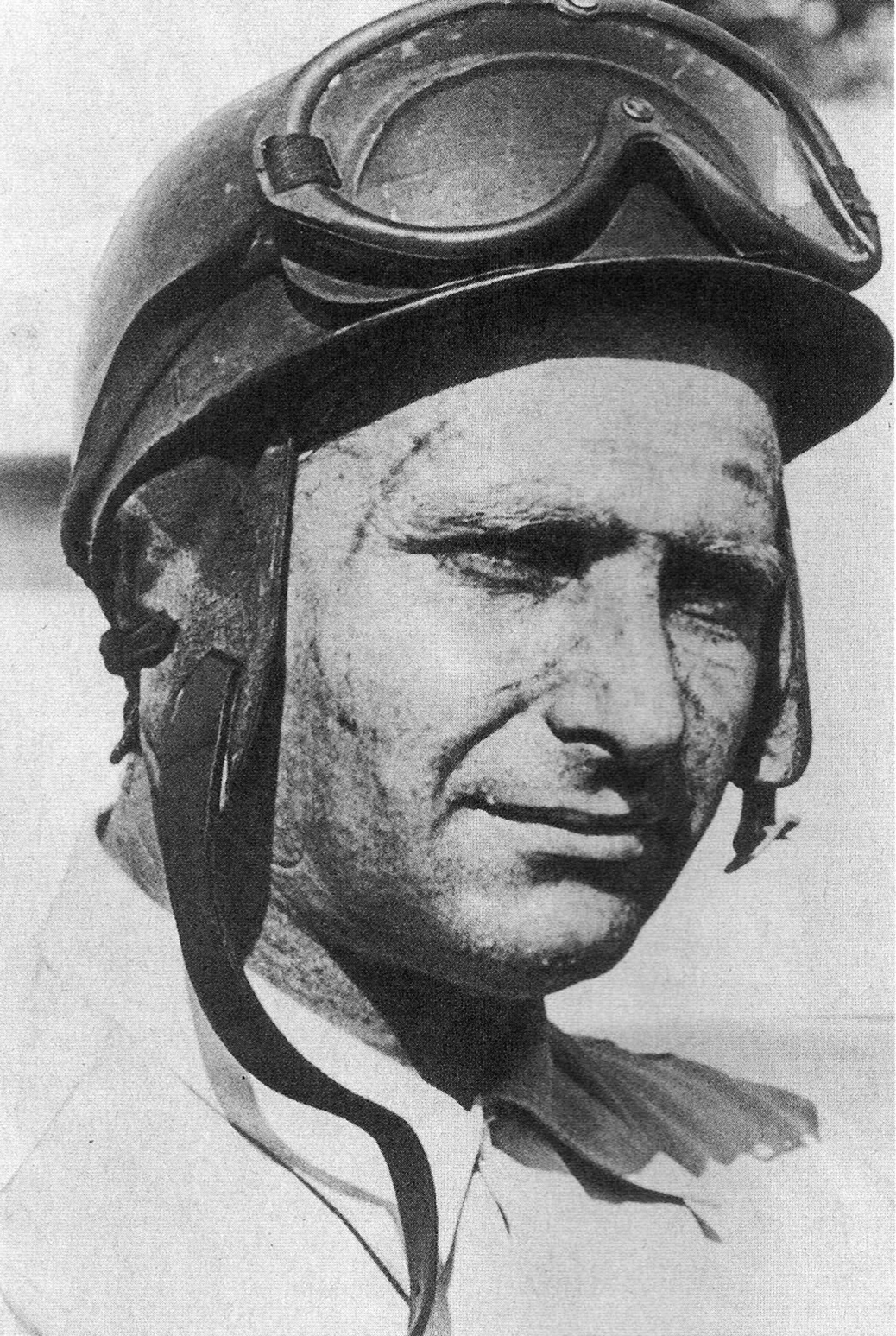
À l'arrivée de la course, le quintuple champion du monde Juan Manuel Fangio annonce mettre un terme définitif à sa carrière sportive.

- 3e victoire en championnat du monde pour Mike Hawthorn.
- 26e victoire en championnat du monde pour Ferrari en tant que constructeur.
- 26e victoire en championnat du monde pour Ferrari en tant que motoriste.
- 24e et dernier Grand Prix de championnat du monde pour Luigi Musso qui décède en course en tentant de rattraper Mike Hawthorn.
- 51e et dernier Grand Prix de championnat du monde pour Juan Manuel Fangio qui prend le départ sur une Maserati mais, accablé de problèmes, accroche une quatrième place méritoire avant d'annoncer sa retraite.
- Alors qu'il était largement en tête et avait repris près d'un tour à Juan Manuel Fangio, Mike Hawthorn resta délibérément derrière le champion argentin. Hawthorn justifia cet acte en déclarant : « On ne prend pas un tour à cet homme-là[16] ».